# 埃德曼島
埃德曼島（英語：Edman Island）是南極洲的島嶼，位於布德海岸，處於奧布萊恩灣中央，根據美國海軍拍攝的空中照片繪入地圖，現時由南極條約體系管理。